# Елий Гал
Елий Гал (на латински: Aelius Gallus) е политик на Римската империя през 1 век пр.н.е. по времето на император Август.

## Биография
Произлиза от фамилията Елии. Приятел е с историка Страбон.
Между 26/25 пр.н.е. – 25/24 пр.н.е. е вторият управител, префект на новата римска провинция Александрия и Египет (praefectus Alexandreae et Aegypti). Постъпва на тази служба след Гай Корнелий Гал и е сменен от Гай Петроний (Публий).
Той прави през 25/24 пр.н.е. начело на X Железен легион безуспешен поход да завладее останалата арабска територия, известна в римските източници като Arabia Felix (Щастлива Арабия).